# Alan Tait
Alan Victor Tait (Kelso, 2 luglio 1964) è un ex rugbista a 13 e a 15, internazionale per la Gran Bretagna e la Scozia nel XIII e per la Scozia e i British and Irish Lions nel XV, che con il ruolo di centro disputò due Coppe del Mondo, nel 1987 e nel 1999, e vinse un titolo di campione britannico nel XIII nonché uno di campione scozzese e uno di campione inglese nel XV. Dopo la fine della carriera agonistica è divenuto allenatore.

## Biografia
Figlio di rugbista, Tait, originario degli Scottish Borders, crebbe nella contea inglese di Cumbria dove il padre giocava a rugby a 13; a 13 anni la famiglia tornò nella nativa Kelso, in Scozia, affrontando numerose difficoltà e l'ostracismo riservato, all'epoca, a coloro che lasciavano il rugby a 15 per inseguire la carriera professionistica nel 13.
Gli esordi di Alan Tait furono nel XV, proprio nella squadra di rugby della sua cittadina, e nel 1987 fu selezionato per la Scozia alla prima Coppa del Mondo in Australia e Nuova Zelanda; nel 1988 vinse il campionato scozzese con il Kelso, ma appena un anno più tardi fu in Inghilterra come professionista nel XIII a Widnes, con cui vinse due Premiership britanniche consecutive nel 1989 e nel 1990.
Passato al Leeds, con tale squadra giunse due volte alla finale di Challenge Cup nel 1994 e 1995, entrambe le volte persa contro la sua vecchia formazione del Widnes.
Nel suo periodo nel rugby a 13 rappresentò dapprima la Gran Bretagna e successivamente la Scozia; in particolare, con la rappresentativa britannica scese in campo 16 volte realizzando 8 mete, per un totale di 32 punti; fu proprio con la maglia del suo Paese che disputò il suo ultimo incontro di rugby a 13 nel 1996, al Firhill di Glasgow contro l'Irlanda.
Tornato al rugby a 15, fu ingaggiato dagli inglesi del Newcastle Falcons, e fu richiamato in Nazionale scozzese per il Cinque Nazioni 1997; pochi mesi dopo prese parte alla spedizione dei British and Irish Lions in Sudafrica, dando un importante contributo alla vittoria della serie contro gli Springbok ; alla fine del campionato 1997-98 si laureò inoltre campione d'Inghilterra con Newcastle.
Passato nel 1998 alla squadra scozzese dell'Edimburgo, prese parte con la Nazionale alla Coppa del Mondo di rugby 1999, durante la quale si procurò un infortunio alla schiena dal quale non si riprese, tanto che nel gennaio 2000, senza essere mai sceso in campo in stagione per il suo club, dovette annunciare il suo ritiro dall'attività agonistica a 35 anni.
La sua ultima vittoria sportiva di rilievo fu la conquista del Cinque Nazioni 1999 con la Scozia, al 2014 l'ultimo successo di tale Paese nel Torneo.
Divenuto allenatore, passò subito nei ranghi federali come tecnico in seconda della Nazionale scozzese, incarico tenuto fino al 2008, quando passò di nuovo in Inghilterra con lo stesso incarico presso il Newcastle; fu in tale club fino al 2012, quando i cattivi risultati del club spinsero la dirigenza a esonerare lo staff tecnico; dopo l'uscita dal Newcastle Tait ha preso una pausa dal rugby per dedicarsi ad altre attività.

## Palmarès

### Rugby a 13
- Rugby League Premiership: 2
Widnes: 1989, 1990

### Rugby a 15
- Scottish Premiership: 1
Kelso: 1987-88
- Premiership: 1
Newcastle: 1997-98